# 分子量
分子量（ぶんしりょう、英語: molecular weight）または相対分子質量（そうたいぶんししつりょう、英語: relative molecular mass）とは、物質1分子の質量の統一原子質量単位（静止して基底状態にある自由な炭素12 (12C) 原子の質量の1/12）に対する比であり、分子中に含まれる原子量の総和に等しい。
本来、核種組成の値によって変化する無名数である。しかし、特に断らない限り、天然の核種組成を持つと了解され、その場合には、構成元素の天然の核種組成に基づいた相対原子質量（原子量）を用いて算出される。

## 化学式量との関係
共有結合性固体、金属結合性固体、イオン結合性固体のように分子が存在しない化合物では、適当に定義した組成式で示される原子集団の相対質量である化学式量を分子量の替わりに用いて、化学反応等における物質量の関与する計算を行う。したがって、「物質量の定義における要素粒子の質量」という意味においては、分子量は要素粒子として分子を指定した場合の化学式量であるとも言える。
分子量を含む化学式量は、分子式や組成式と構成原子の原子量とから計算される。対象試料の原子量は、その同位体存在比と各同位体の相対原子質量とから計算される量であり、両者とも測定可能だが、通常の試料、つまり天然存在比であることが明らかな試料については、IUPACが発表している標準原子量を使用することができる。

## 分子量と物性
分子が存在する場合の分子量は、純物質の沸点や粘性、希薄溶液の沸点上昇や凝固点降下など様々な物性に影響を与え、逆にそれを利用して分子量を測定することもできる。
1個の分子が多数の繰り返しユニットから成る高分子の分子量は、一般には繰り返し回数が単一の値ではなく、個々の分子により異なっているので、単一の値としては分子の集団の統計値である平均分子量しか得られない。平均分子量は、平均の取り方の違いにより、数平均分子量や重量平均分子量など異なる種類があるので、いかなる種類の平均分子量かを明確にしないといけない。さらに、平均分子量が等しい試料でも、分子量分布の形が違えばその物性は違ってくる。このような高分子の反応や合成を定量的に扱うときは、繰り返しユニットを要素とする化学式量を使うのが適切である。言い換えると、高分子の物質量は繰り返しユニットを要素粒子として指定するのが適切である。
上記のようなマクロ試料の場合と異なり、質量分析実験や分子線実験では、文字通り1個の分子（質量分析では実際はイオン）の質量という意味での分子量が測定に影響する。

### 分子量が影響する物性の例
- 沸点上昇や凝固点降下はモル濃度（溶液の単位体積当たりの分子数または物質量）に比例し、比例定数は分子種によらないので、同じ質量濃度（溶液の単位体積当たりの質量）では分子量に反比例する。このような性質は束一的性質と呼ばれる。
- 類似構造の化合物同士、例えば直鎖アルカン同士や直鎖アルコール同士では、分子量が大きいほど沸点が高い。
- 同温同圧の気体中の音速は、密度の-1/2乗に比例する。つまり、理想気体では、分子量の-1/2乗に比例する。

## 測定方法
分子量の測定は、次に示す方法で実験的に決定が可能である。
- 蒸気あるいは気体の密度から、理想気体として振舞うものと仮定して求める方法。
  - 例: ビクター・マイヤー法
- 溶液の熱力学的な束一的性質から、沸点上昇または凝固点降下を測定して求める方法。
- 質量分析計で分子の相対質量を直接測定する方法。

また、高分子などで、組成は一定であるが特定の分子の大きさに決まらない物質の場合は、その総体を平均分子量として、次に示す方法で測定される場合もある。
- 溶液の浸透圧を測定して求める方法。
- 光のレイリー散乱から求める方法。
- サイズ排除クロマトグラフィーなどの拡散率より求める方法。
- 遠心分離の沈降速度から求める方法。
- 粘性率より求める方法。
- ラスト法により算出する方法。

いずれの方法においても、測定対象が単体の分子であるか、会合体、クラスター、全体の物性であるかを吟味する必要があり、後者の場合は測定量を補正して分子量とする。